# Rafał Majka
Rafał Majka (Cracovia, 12 settembre 1989) è un ciclista su strada polacco che corre per l'UAE Team Emirates XRG. Professionista dal 2011, ha caratteristiche di scalatore.
In carriera ha vinto tre tappe al Tour de France, tutte con arrivo in salita, e la classifica scalatori della corsa nel 2014 e nel 2016. Ha conquistato inoltre la vittoria finale del Tour de Pologne 2014, il terzo posto alla Vuelta a España 2015 e la medaglia di bronzo in linea ai Giochi olimpici 2016 a Rio de Janeiro.

## Carriera

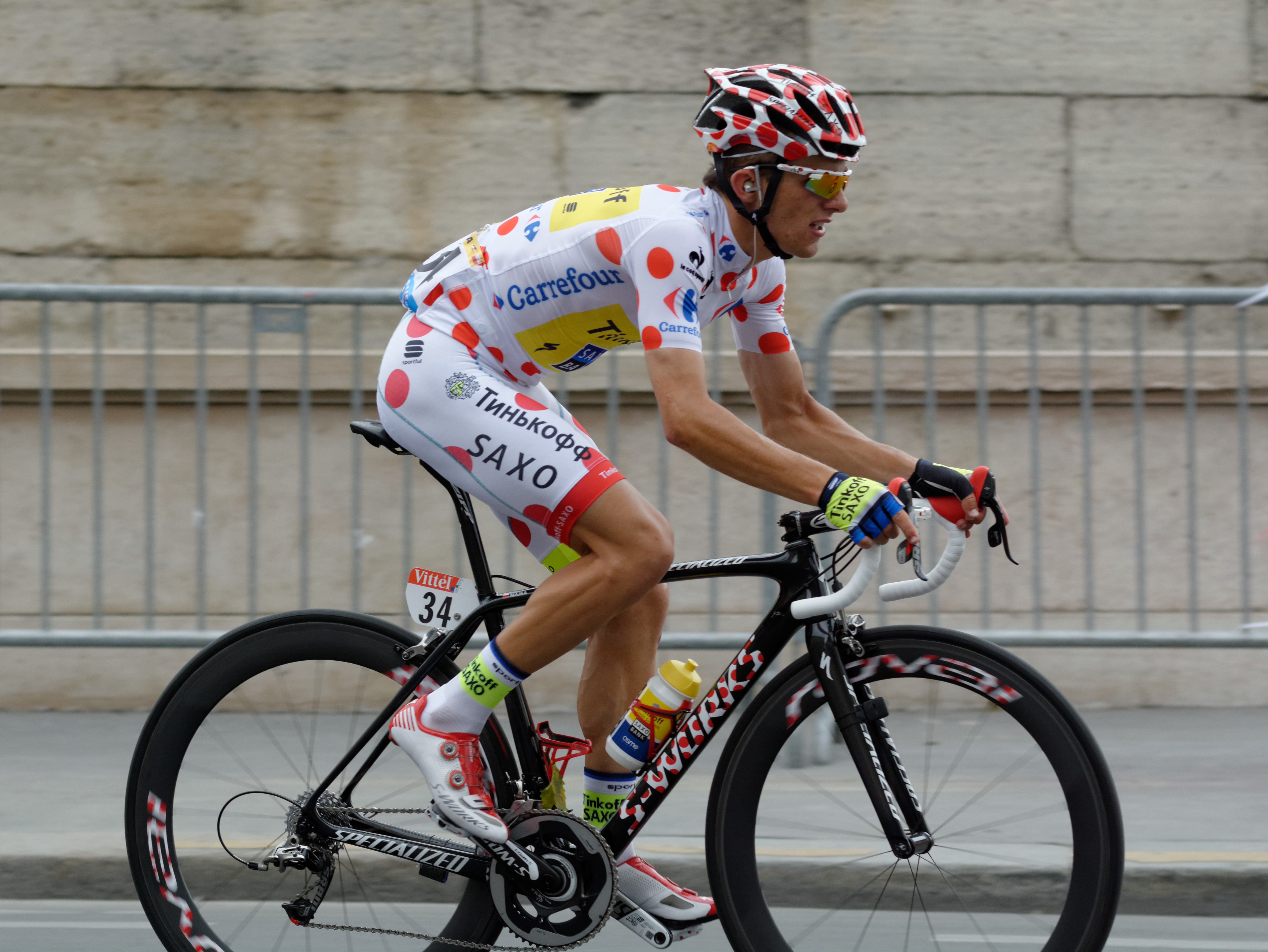
Rafał Majka con indosso la maglia a pois di miglior scalatore al Tour de France 2014 da lui poi vinta.

Dopo aver gareggiato in Italia nella categoria Under-23, dal 2008 al 2010 con la toscana Gragnano/Petroli Firenze e quindi nei primi mesi del 2011 con la veneta Trevigiani, passa professionista nel febbraio 2011 con la Saxo Bank-Sungard, formazione ProTour danese diretta da Bjarne Riis. Nella prima stagione prende parte ad alcune classiche del calendario mondiale e alla Vuelta a España, mentre nel 2012 corre ancora la Vuelta a España, questa volta contribuendo decisivamente come gregario alla vittoria del compagno Alberto Contador, e si piazza terzo alla Japan Cup.
Nel 2013 partecipa per la prima volta al Giro d'Italia, battagliando a lungo con Carlos Alberto Betancur per la classifica dei giovani, che alla fine viene vinta al colombiano; nella classifica finale del Giro conclude settimo, otto minuti dietro al vincitore Vincenzo Nibali. Nella stessa stagione si classifica quarto al Tour de Pologne (vincendone la classifica a punti), secondo alla Milano-Torino e terzo al Giro di Lombardia, una delle cinque "classiche monumento".
Nel 2014 migliora il suo risultato al Giro d'Italia, terminando in sesta posizione a causa di una malattia dopo essere stato in lotta per il podio nelle prime due settimane di gara. Poche settimane dopo viene incluso nella squadra per il Tour de France 2014, dopo che Roman Kreuziger era stato temporaneamente sospeso dalle corse a causa di valori irregolari del passaporto biologico. Ottiene la sua prima vittoria tra i professionisti proprio in quella Grande Boucle, andando a conquistare il tappone alpino con arrivo a Risoul, dopo aver fatto parte della fuga del giorno. Quattro giorni più tardi ottiene un'altra vittoria nella diciassettesima tappa all'arrivo in salita a Pla d'Adet sui Pirenei: con questi successi, e con alcune altre ottime prestazioni nelle tappe di montagna, conquista la classifica scalatori, primo polacco a riuscire nell'impresa. Nell'agosto subito seguente vince due tappe di montagna e la classifica finale del Tour de Pologne.
Nel 2015, dopo una prima parte di stagione senza particolari risultati, vince in solitaria la tappa pirenaica del Tour de France con arrivo a Cauterets. Tra agosto e settembre conclude quindi la Vuelta a España al terzo posto, a poco più di un minuto di distacco dal vincitore Fabio Aru, ottenendo così il primo podio in un Grande Giro. Il risultato arriva solo alla penultima tappa, con arrivo a Cercedilla, in seguito alla crisi del leader della classifica generale Tom Dumoulin.

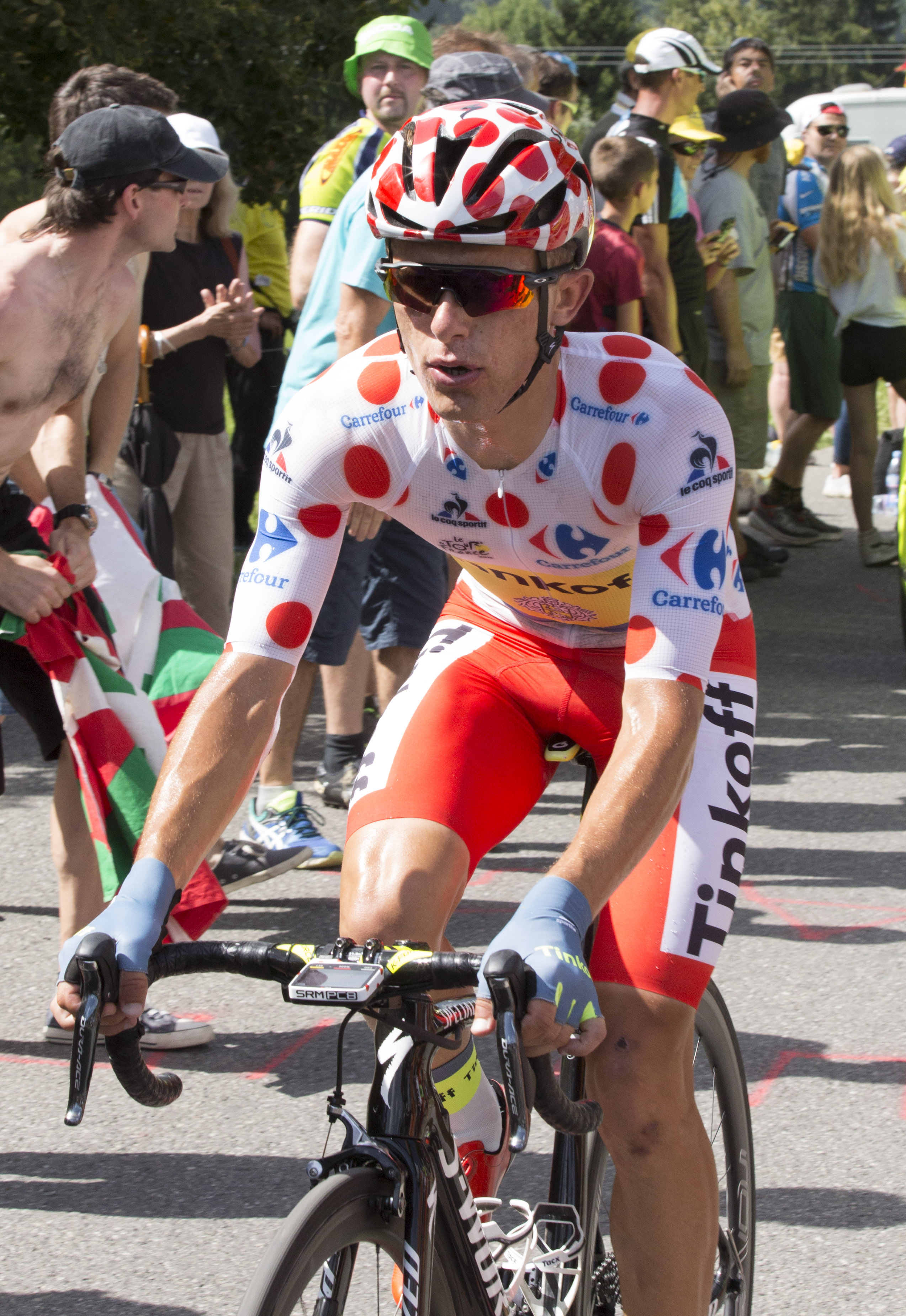
Rafał Majka con indosso la maglia a pois di miglior scalatore al Tour de France 2016 da lui poi vinta per la seconda volta in carriera.

Nel 2016 ritorna al Giro d'Italia, raggiungendo il quinto posto finale dopo essere rimasto spesso con i migliori. In giugno si laurea campione polacco in linea, mentre in luglio al Tour de France, pur senza vittorie parziali ma con quattro podi di tappa, riesce a conquistare per la seconda volta la maglia a pois di miglior scalatore. Ai successivi Giochi olimpici a Rio de Janeiro fa quindi sua la medaglia di bronzo nella prova in linea, preceduto in uno sprint a tre da Greg Van Avermaet e Jakob Fuglsang.

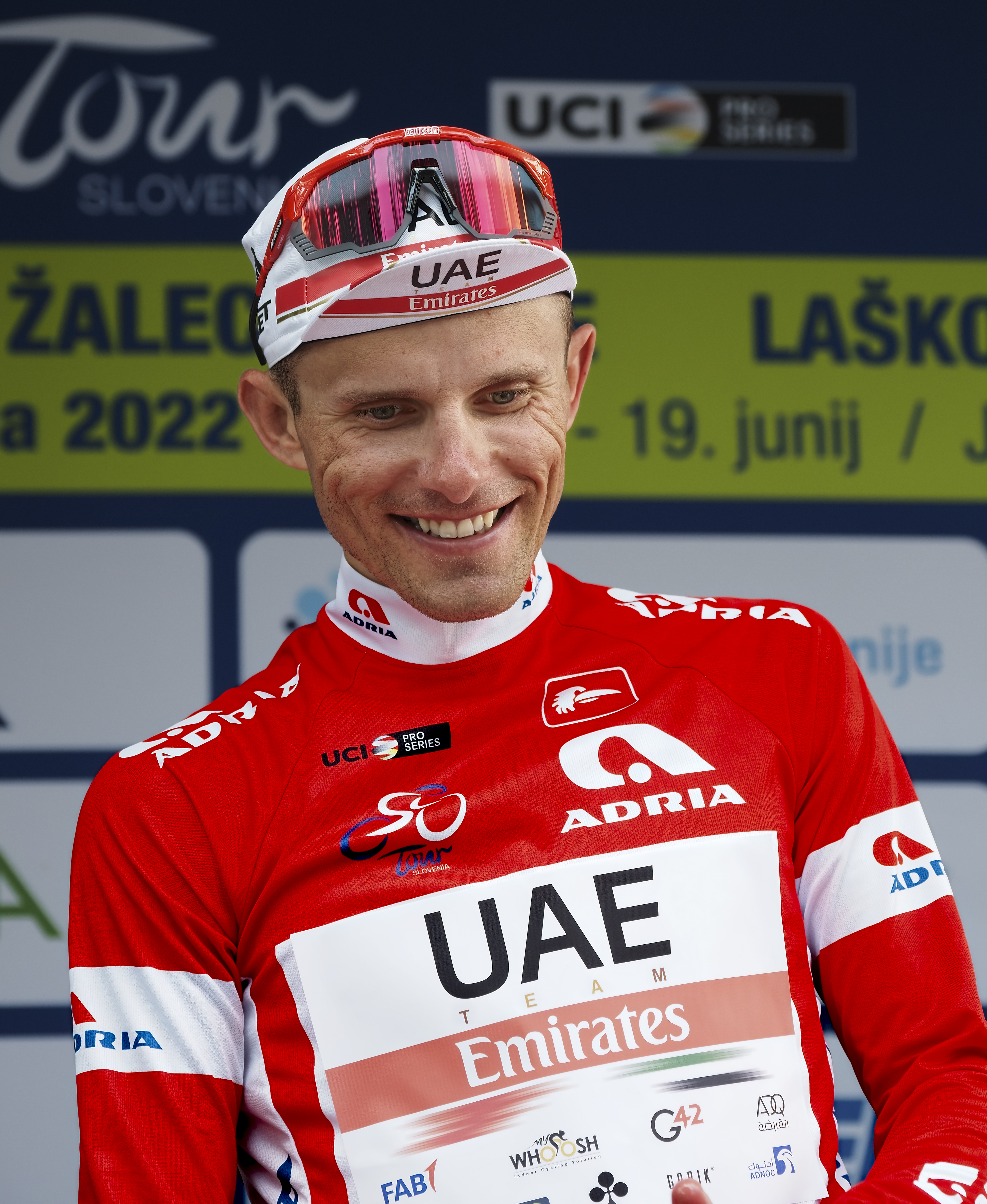
Majka sul podio con indosso la maglia rossa di leader della classifica a punti del Giro di Slovenia 2022.

Per la stagione 2017 si accasa presso la Bora-Hansgrohe con il ruolo di capitano per le grandi corse a tappe. Dopo essersi piazzato decimo alla Liegi-Bastogne-Liegi partecipa al Tour of California con ambizioni di classifica. Si impone davanti a George Bennett sull'arrivo in salita di San Jose, al secondo giorno di corsa, conquistando il primato in classifica che difende anche nella tappa regina, la quinta, con arrivo in salita su Mount Baldy, dove si classifica secondo dietro ad Andrew Talansky. Non riesce a difendere il primato nella cronometro della sesta tappa, concludendo così la corsa al secondo posto a 35" da Bennett. Partecipa quindi al Tour de France con ambizioni di classifica. Nel corso della nona tappa, mentre è decimo in classifica, cade rovinosamente nella discesa del Col de la Biche, ferendosi a ginocchia, gomiti, torace e schiena. Riesce ad arrivare fino al traguardo con un ritardo di oltre trentasei minuti dai migliori. A causa del forte dolore non prende il via della decima frazione. Tornato alle corse a fine luglio, grazie anche a due terzi posti parziali in tappe di montagna, si classifica secondo al Tour de Pologne, battuto per soli 2" da Dylan Teuns.
Prende il via della Vuelta a España deciso a lottare per la classifica generale; tuttavia un malessere fisico nei primi giorni gli fa perdere parecchi minuti e decide quindi di andare alla ricerca dei successi di tappa. Dopo essersi piazzato terzo sul traguardo della ottava tappa a Xorret de Catì, superato dal vincitore di giornata Julian Alaphilippe, si impone sull'arrivo in salita di Sierra de la Pandera, traguardo della quattordicesima tappa, entrando nella fuga di giornata e riuscendo a resistere al ritorno degli uomini di classifica.
Inizia la stagione 2018 ottenendo buoni piazzamenti nelle brevi corse a tappe tra cui il quinto posto all'Abu Dahbi Tour e il sesto al Tour of California. Corre poi il Tour de France, senza riuscire a competere per i primi posti della classifica (conclude diciannovesimo, e terzo nella graduatoria degli scalatori), e la Vuelta a España, in cui si piazza tredicesimo dopo aver ottenuto il secondo posto nella frazione di La Camperona. Nel 2019 decide di partecipare al Giro d'Italia con i gradi di capitano chiudendo al sesto posto. 

## Palmarès

### Strada
- 2007 (Juniores)

5ª tappa Corsa della Pace Juniores (Terezín > Terezín)
- 2009 (VC Gragnano-Petroli Firenze, una vittoria)

Firenze-Viareggio
- 2010 (Petroli Firenze, una vittoria)

1ª tappa Karpacki Wyścig Kurierów (Knurów > Ochotnica Górna, cronometro)
- 2014 (Tinkoff-Saxo, cinque vittorie)

14ª tappa Tour de France (Grenoble > Risoul)
17ª tappa Tour de France (Saint-Gaudens > Saint-Lary Pla d'Adet)
5ª tappa Tour de Pologne (Zakopane > Štrbské Pleso)
6ª tappa Tour de Pologne (Bukowina Terma Hotel Spa > Bukowina Tatrzańska)
Classifica generale Tour de Pologne
- 2015 (Tinkoff-Saxo, una vittoria)

11ª tappa Tour de France (Pau > Cauterets-Vallée de Saint-Savin)
- 2016 (Tinkoff, una vittoria)

Campionati polacchi, Prova in linea
- 2017 (Bora-Hansgrohe, quattro vittorie)

2ª tappa Tour of California (Modesto > San Jose)
14ª tappa Vuelta a España (Écija > Sierra de La Pandera)
3ª tappa Giro di Slovenia (Celje > Rogla)
Classifica generale Giro di Slovenia
- 2021 (UAE Team Emirates, una vittoria)

15ª tappa Vuelta a España (Navalmoral de la Mata > El Barraco)
- 2022 (UAE Team Emirates, due vittorie)

1ª tappa Giro di Slovenia (Nova Gorica > Postojna)
4ª tappa Giro di Slovenia (Laško > Velika Planina)
- 2023 (UAE Team Emirates, una vittoria)

3ª tappa Giro di Polonia (Wałbrzych > Duszniki-Zdrój)
- 2025 (UAE Team Emirates XRG, una vittoria)

Campionati polacchi, Prova in linea

#### Altri successi
- 2007 (Juniores)

Classifica scalatori Corsa della Pace Juniores
- 2012 (Team Saxo Bank-Tinkoff Bank)

Classifica giovani Tour of Beijing
- 2013 (Team Saxo-Tinkoff)

Classifica a punti Tour de Pologne
- 2014 (Tinkoff-Saxo)

Classifica giovani Critérium International
Classifica scalatori Tour de France
- 2016 (Tinkoff)

Classifica scalatori Tour de France
- 2017 (Bora-Hansgrohe)

Classifica scalatori Giro di Slovenia
- 2022 (UAE Team Emirates)

Classifica scalatori Giro di Slovenia

## Piazzamenti

### Grandi Giri
- Giro d'Italia

2013: 7º
2014: 6º
2016: 5º
2019: 6º
2020: 12º
2024: 15º
2025: 13º
- Tour de France

2014: 44º
2015: 28º
2016: 27º
2017: non partito (10ª tappa)
2018: 19º
2021: 34º
2022: non partito (17ª tappa)
2023: 14º
- Vuelta a España

2011: non partito (17ª tappa)
2012: 32º
2013: 19º
2015: 3º
2017: 39º
2018: 13º
2019: 6º
2021: 21º

### Classiche monumento
- Liegi-Bastogne-Liegi

2011: ritirato
2015: 33º
2016: 113º
2017: 10º
2018: 57º
- Giro di Lombardia

2011: 26º
2012: ritirato
2013: 3º
2015: 69º
2016: ritirato
2017: 26º
2018: 7º
2019: 12º
2020: 24º
2021: 24º
2022: 23º
2023: 25º
2024: 80º

### Competizioni mondiali
- Campionati del mondo

Spa-Francorchamps 2006 - In linea Juniores: 54º
Aguascalientes 2007 - In linea Juniores: 22º
Melbourne 2010 - In linea Under-23: 26º
Toscana 2013 - In linea Elite: 58º
Richmond 2015 - In linea Elite: 74º
Innsbruck 2018 - In linea Elite: 35º
Harrogate 2019 - In linea Elite: ritirato
- Giochi olimpici

Rio de Janeiro 2016 - In linea: 3º
Tokyo 2020 - In linea: 19º

### Competizioni europee
- Campionati europei

Ankara 2010 - In linea Under-23: 50°